# Cultripalpa dodara
Cultripalpa dodara là một loài bướm đêm trong họ Noctuidae.